# Extenuosodalis abdomicaulis
Extenuosodalis abdomicaulis är en stekelart som beskrevs av Diller 1982. Extenuosodalis abdomicaulis ingår i släktet Extenuosodalis och familjen brokparasitsteklar. Inga underarter finns listade i Catalogue of Life.